# Braggova krivulja
Braggova krivúlja [brègova ~] podaja specifično izgubo energije (ki se jo lahko poveže s specifično ionizacijo) ob prehodu nabitega delca skozi snov. Tipična Braggova krivulja za delce α, protone in druge težke nabite delce, z energijo nekaj MeV je prikazana na sliki. Leva stran kaže specifično izgubo energije za posamezni delec, desna pa za snop delcev z enako začetno energijo. Zmanjševanje energije delcev podaja Bethe-Blochova enačba..
S spreminjanjem energije delca vpospeševalnikih se spreminja globina, na kateri pride do Braggovega vrha, brez bistvenega vpliva na dozo pred njim. To je omogočeno zaradi specifičnega načina obnašanja protonov in njihove interakcije s snovjo. Sprva počasi izgubljajo energijo z ionizacijami, preden energija pade dovolj, da prevladajo drugi mehanizmi interakcije, kot so trki z jedrom. Če se sešteje več snopov delcev z različno energijo, se dobi razširjeno Braggovo krivuljo. To je ugodno za terapije v primeru večjih tumorjev.
Omejitev energije je drugačna, kot v primeru obsevanja s fotoni. Energija, ki jo fotoni oddajo, pada približno eksponentno od površine, torej je maksimum na začetku. V radiologiji se določa največja doza, ki jo lahko sprejme povrhnje tkivo, kar pomeni, da tumor dobi le majhen del doze. Za razliko od njih, je pri Braggovi krivulji razporeditev energije drugačna in tumor dobi veliko več energije, kot povrhnje tkivo. S tem je dosežen majhen negativen vpliv na vsa tkiva razen tarčnega, ki dobi največjo dozo in je zato uničeno.
- Hall, EJ & Giaccia, AJ 2011, Radiobiology for the Radiologist, Wolters Kluwer, Philadelphia

- Jafer, R 2009, Laser plasma protons with future application on cancer therapy and Proton Radiography, PhD‘s thesis, Dipartimento di fisica “G.Occhialini” Universita’ degli studi di Milano Bicocca, Milano, viewed 25 February 2014, http://boa.unimib.it/bitstream/10281/7457/1/phd_unimib_708241.pdf